# Amphisbaena cegei
Espèce
Amphisbaena cegei est une espèce d'amphisbènes de la famille des Amphisbaenidae.

## Répartition
Cette espèce est endémique du département de Santa Cruz en Bolivie. Elle a été découverte à Pampa Grande dans la province de Florida.

## Étymologie
Cette espèce est nommée en l'honneur de Carl Gans.

## Publication originale
- Montero, Fernández & Álvarez, 1997 : A new species of Amphisbaena from Bolivia. Journal of Herpetology, vol. 31, n. 2, p. 218-220.